# Apache Lenya
Apache Lenya — система керування вмістом з відкритим кодом на основі Java/XML, що використовує Apache Cocoon як програмний каркас. Для Lenya характерні: контроль версій, планування, пошукові інструменти, зображення потоку робіт та серверні WYSIWYG редактори.
Lenya був створений Майклом Вехнером на початку 1999 року. До цього Майкл займався дослідженнями фізичної області через написання комп'ютерних симуляторів дендритного росту.
У 2000 році Майкл став співзасновником Wyona, де продовжилась розробка Lenya на базі інтерактивного видання газети Нойє цюрхер цайтунг. Сама назва Lenya створена через комбінацію імен двох синів автора — Леві(Levi) та Івана(Vanya).
Навесні 2003 року Wyona передала проєкт Lenya до Apache Software Foundation, де він набув статус первинного проєкту у вересні 2004.
У 2006 році Майкл почав створення нової СКВ під назвою Yanel (анаграма до Lenya), що отримала інший підхід до роботи з інтерфейсом для забезпечення зворотньої сумісності у будь-який час, а отже властивість безперервного постачання оновлень, на відміну від старого методу періодичних релізів.
Проєкт був перенесений до Apache Attic у квітні 2015.

## Виноски
1. ↑  Архівована копія. Архів оригіналу за 20 серпня 2015. Процитовано 14 вересня 2015.{{cite web}}:  Обслуговування CS1: Сторінки з текстом «archived copy» як значення параметру title (посилання)